# THE BAND ON THE ROOF
『THE BAND ON THE ROOF』（ザ・バンド・オン・ザ・ルーフ）は、SHADY DOLLSの3枚目のアルバム。

## 内容
SHADY DOLLSの作品で初めてオリコンチャートにランクインされた。「SHINE LIGHT ON ME」は外部の作詞によるもの。

## 収録曲
全曲　作詞：大矢侑史　編曲：月光恵亮・SHADY DOLLS（特記以外）
1. 虫かごの街
作曲：塚本晃
2. 奴隷
作曲：塚本晃
JASRACでは「鎖を持ってこい」を正題としているが、上記の正式タイトルは1の区分で登録[2]。
3. BLACK RAIN
作曲：塚本晃
4. SHINE LIGHT ON ME
作詞：Pistons　作曲：高木克
5. キライになれないキラわれ者
作曲：高木克
6. でくのぼう
作曲：塚本晃
7. ゼンマイじかけ
作曲：高木克・津田正
8. そんな格好いいもんじゃない
作曲：塚本晃
9. 屋根の上のギター弾き
作曲：塚本晃
10. 好きと伝わせたい
作曲：大矢侑史・塚本晃